# Richard Damory
Pour les articles homonymes, voir Damory.
Richard Damory (ou d'Amory, mort le 21 août 1330 à Marsh Gibbon), 1er baron Damory, est un noble et un courtisan anglais.

## Biographie
Richard Damory est issu d'une famille anglo-normande. Il est le fils aîné de Robert Damory, chevalier qui possède de grandes propriétés à Bucknell et Woodperry, dans l'Oxfordshire, à Thornborough dans le Buckinghamshire et à Ubley dans le Somerset. Son père meurt vers 1285, ce qui lui permet d'hériter de l'intégralité des possessions relativement étendues de la famille.
Il sert de 1308 à 1310 comme shérif dans l'Oxfordshire et le Buckinghamshire. À partir de 1308, il est gardien des forêts du Buckinghamshire. De 1311 à 1325, il est Lord-intendant de la maison royale. Il devient petit à petit un courtisan éminent du roi Édouard II. Grâce à son influence, il parvient à faire remarquer son frère cadet Roger au roi. Roger Damory devient brièvement le favori du monarque. En 1318, Richard Damory bénéficie lui aussi des faveurs royales en étant désigné précepteur du futur Édouard III. Lorsque ce dernier monte sur le trône en 1327, il convoque Richard Damory au Parlement sous le titre de baron Damory.

## Descendance
Il a plusieurs enfants, dont :
- Richard Damory, 2e baron Damory († 1375)
- Elizabeth Damory ∞ John Chandos
- Eleanor Damory ∞ Roger Colyng
- Margaret Damory